# Черокі (округ, Канзас)
Шаблон:StateAbbr_ 37°10′00″ пн. ш. 94°51′00″ зх. д. / 37.1667° пн. ш. 94.85° зх. д.
Округ Черокі (англ. Cherokee County) — округ (графство) у штаті Канзас, США. Ідентифікатор округу 20021.

## Історія
Округ утворений 1855 року.

## Демографія
За даними перепису 
2000 року 
загальне населення округу становило 22605 осіб, зокрема міського населення було 11001, а сільського — 11604.
Серед мешканців округу чоловіків було 10963, а жінок — 11642. В окрузі було 8875 домогосподарств, 6242 родин, які мешкали в 10031 будинках.
Середній розмір родини становив 3,02.
Віковий розподіл населення поданий у таблиці:
| Стать    | До 15 років | 15-21 | 22-29 | 30-39 | 40-49 | 50-65 | 65-85 | Понад 85 |
| -------- | ----------- | ----- | ----- | ----- | ----- | ----- | ----- | -------- |
| Чоловіки | 2495        | 1147  | 1012  | 1573  | 1562  | 1833  | 1225  | 116      |
| Жінки    | 2408        | 1101  | 997   | 1578  | 1587  | 1887  | 1698  | 386      |

## Суміжні округи
- Кроуфорд — північ
- Джеспер, Міссурі — схід
- Ньютон, Міссурі — південний схід
- Оттава, Оклахома — південь
- Крейг, Оклахома — південний захід
- Лабетт — захід

## Виноски
1. ↑  U.S. Decennial Census. United States Census Bureau. Архів оригіналу за 26 квітня 2015. Процитовано 22 липня 2014.
2. ↑  Historical Census Browser. University of Virginia Library. Архів оригіналу за 11 серпня 2012. Процитовано 22 липня 2014.
3. ↑  Population of Counties by Decennial Census: 1900 to 1990. United States Census Bureau. Архів оригіналу за 5 червня 2019. Процитовано 22 липня 2014.
4. ↑  Census 2000 PHC-T-4. Ranking Tables for Counties: 1990 and 2000 (PDF). United States Census Bureau. Архів оригіналу (PDF) за 18 грудня 2014. Процитовано 22 липня 2014.
5. ↑  State & County QuickFacts. United States Census Bureau. Архів оригіналу за 8 липня 2011. Процитовано 22 липня 2014. [Архівовано 2015-12-02 у Wayback Machine.](англ.) Наведено за англійською вікіпедією.
6. ↑  American FactFinder. Бюро перепису населення США. Архів оригіналу за 26 лютого 2012. Процитовано 31 січня 2008. [Архівовано 2008-05-21 у Wayback Machine.]

| США | Це незавершена стаття з географії США. Ви можете допомогти проєкту, виправивши або дописавши її. |